# استفتاء تعديل الدستور المصري 2005
تم هذا الاستفتاء على دستور 1971 في مصر في يوم 25 مايو 2005. وقد تضمن هذا الاستفتاء تعديل مادتين في الدستور، وتمت الموافقة عليه بنسبة 83٪ من المصوتين.

## خلفية
- تصاعدت حدة الأصوات المطالبة بالإصلاحات الديمقراطية مع بداية عام 2005، وتراوحت مطالبها ما بين إدخال تعديلات على البنية الدستورية والتشريعية للحياة السياسية في مصر، ومعارضة التجديد للرئيس حسني مبارك لفترة رئاسية خامسة، ومواجهة احتمالات توريث السلطة لابنه جمال، أمين السياسات والأمين العام المساعد بالحزب الوطنى الديمقراطى الذي كان مسيطراً على الحكم.
- في فبراير 2005 أعلن مبارك عن مبادرة لتعديل المادة (76) من الدستور، بحيث يكون انتخاب رئيس الجمهورية عن طريق الاقتراع السرى العام المباشر من جميع أفراد الشعب الذين لهم حق الانتخاب، بدلاً من اختيار رئيس الجمهورية بطريق الاستفتاء، بعد ترشيح مجلس الشعب لشخص واحد للرئاسة.

## تفاصيل التعديلات
- ووفقاً للمادة لنص المادة (189) تقدم بطلب إلى مجلس الشعب بشان التعديل المذكور، وبإضافة مادة جديدة برقم (192) مكرراً.
- أقر مجلس الشعب في 10 مايو 2005 تعديل المادة 76 من الدستور بعد موافقة 405 من الأعضاء على هذا التعديل.
- طُرحت المادة بشكلها الجديد للاستفتاء الشعبي في 25 مايو 2005، وجاءت الموافقة عليها بنسبة تقريبية بلغت 83% من إجمالي نسبة المشاركين في الاستفتاء.
- ارتباطاً بالمادة (76) من الدستور، فقد تم إضافة مادة جديدة هي المادة 192 مكرراً، والتي تم فيها تغيير مسمى الاستفتاء إلى الانتخاب في كل المواد التي ترتبط باختيار رئيس الجمهورية.

المواد التي خضعت للتعديل هي المادة 76 والمادة 192.

## نص التعديلات

### المادة 76
قبل التعديل
يرشح مجلس الشعب رئيس الجمهورية، ويعرض الترشيح على المواطنين لاستفتائهم فيه. ويتم الترشيح في مجلس الشعب لمنصب رئيس الجمهورية بناء على اقتراح ثلث أعضائه على الأقل. ويعرض المرشح الحاصل على أغلبية ثلثى أعضاء المجلس على المواطنين لاستفتائهم فيه، فإذا لم يحصل على الأغلبية المشار إليها أعيد الترشيح مرة أخرى بعد يومين من تاريخ نتيجة التصويت الأول، ويعرض المرشح الحاصل على الأغلبية المطلقة لأعضاء المجلس على المواطنين لاستفتائهم فيه.
ويعتبر المرشح رئيسا للجمهورية بحصوله على الأغلبية المطلقة لعدد من أعطوا أصواتهم في الاستفتاء، فإن لم يحصل المرشح على هذه الأغلبية رشح المجلس غيره. وتتبع في شأن ترشيحه وانتخابه الإجراءات ذاتها.
بعد التعديل
ينتخب رئيس الجمهورية عن طريق الاقتراع السرى العام المباشر. ويلزم لقبول الترشيح لرئاسة الجمهورية أن يؤيد المتقدم للترشيح مائتان وخمسون عضوا على الأقل من الأعضاء المنتخبين لمجلسى الشعب والشورى والمجالس الشعبية المحلية للمحافظات، على ألا يقل عدد المؤيدين عن خمسة وستين من أعضاء مجلس الشعب وخمسة وعشرين من أعضاء مجلس الشورى، وعشرة أعضاء من كل مجلس شعبي محلى للمحافظة من أربع عشرة محافظة على الأقل. ويزداد عدد المؤيدين للترشيح من أعضاء كل من مجلسى الشعب والشورى ومن أعضاء المجالس الشعبية المحلية للمحافظات بما يعادل نسبة ما يطرأ من زيادة على عدد أعضاء أيمن هذه المجالس. وفي جميع الأحوال لا يجوز أن يكون التأييد لأكثر من مرشح، وينظم القانون الإجراءات الخاصة بذلك كله. وللأحزاب السياسية التي مضى على تأسيسها خمسة أعوام متصلة على الأقل قبل إعلان فتح باب الترشيح، واستمرت طوال هذه المدة في ممارسة نشاطها مع حصول أعضائها في أخر انتخابات على نسبة 5% على الأقل من مقاعد المنتخبين في كل من مجلس الشعب ومجلس الشورى، أن ترشيح لرئاسة الجمهورية أحد أعضاء هيئتها العليا وفقا لنظامها الأساسي متى مضى على عضويته في هذه الهيئة سنة متصلة على الأقل. واستثناء من حكم الفقرة السابقة، يجوز لكل حزب سياسى أن يرشح في أول انتخابات رئاسية تجرى بعد العمل بأحكام هذه المادة أحد أعضاء هيئته العليا المشكلة قبل العاشر من مايو سنة 2005، وفقا لنظامه الأساسي. وتقدم طلبات الترشيح إلى لجنة تسمى «لجنة الانتخابات الرئاسية» تتمتع بالاستقلال، وتشكل من رئيس المحكمة الدستورية العليا رئيسا، وعضوية كل من رئيس محكمة استئناف القاهرة، وأقدم نواب رئيس المحكمة الدستورية العليا، وأقدم نواب رئيس محكمة النقض، وأقدم نواب رئيس مجلس الدولة، وخمسة من الشخصيات العامة المشهود لها بالحياد، يختار ثلاثة منهم مجلس الشعب ويختار الاثنين الآخرين مجلس الشورى وذلك بناء على اقتراح مكتب كل من المجلسين وذلك لمدة خمسة سنوات، ويحدد القانون من يحل محل رئيس اللجنة أو أيمن أعضائها في حالة وجود مانع لديه. وتختص هذه اللجنة دون غيرها بما يلى:-
1. إعلان فتح باب الترشيح والإشراف على إجراءاته وإعلان القائمة النهائية للمرشحين.
2. الإشراف العام على إجراءات الاقتراح والفرز.
3. إعلان نتيجة الانتخاب.
4. الفصل في كافة التظلمات والطعون وفي جميع المسائل المتعلقة باختصاصها بما في ذلك تنازع الاختصاص.
5. وضع لائحة لتنظيم أسلوب عملها وكيفية ممارسة اختصاصاتها.

وتصدر قراراتها بأغلبية سبعة من أعضائها على الأقل، وتكون قراراتها نهائية ونافذة بذاتها، غير قابلة للطعن عليها بأيطريق وأمام أية جهة، كما لا يجوز التعرض لقراراتها بالتأويل أو بوقف التنفيذ. ويحدد القانون المنظم للانتخابات الرئاسية الاختصاصات الأخرى للجنة. كما يحدد القانون القواعد المنظمة لترشيح من يخلو مكانه من أحد المرشحين لأيسبب غير التنازل عن الترشيح في الفترة بين بدء الترشيح وقبل انتهاء الاقتراع.
ويجرى الاقتراع في يوم واحد وتشكل لجنة الانتخابات الرئاسية اللجان التي تتولى مراحل العملية الانتخابية والفرز، على أن تقوم بالإشراف عليها لجان عامة تشكلها اللجنة من أعضاء الهيئات القضائية. وذلك كله وفقا للقواعد والإجراءات التي تحددها اللجنة.
ويعلن انتخاب رئيس الجمهورية بحصول المرشح على الأغلبية المطلقة لعدد الأصوات الصحيحة، فإذا لم يحل أيمن المرشحين على هذه الأغلبية أعيد الانتخاب بعد سبعة أيام على الأقل بين المرشحين الذين حصلا على أكبر عدد من الأصوات، فإذا تساوى مع ثانيهما غيره في عدد الأصوات الصحيحة اشترك في انتخابات الإعادة، وفي هذه الحالة يعلن فوز من يحصل على أكبر عدد من الأصوات الصحيحة.
ويتم الاقتراع لانتخاب رئيس الجمهورية حتى ولو تقدم للترشيح مرشح واحد، أو لم يبق سواه بسبب تنازل باقى المرشحين أو لعدم ترشيح أحد غير من خلا مكانة، وفي هذه الحالة يعلن فوز المرشح الحاصل على الأغلبية المطلقة لعدد من أدلوا بأصواتهم الصحيحة.
وينظم القانون ما يتبع في حالة عدم حصول المرشح على هذه الأغلبية.
ويعرض رئيس الجمهورية مشروع القانون المنظم للانتخابات الرئاسية على المحكمة الدستورية العليا بعد إقراره من مجلس الشعب وقبل إصداره لتقرير مدى مطابقته للدستور. وتصدر المحكمة قرارها في هذا الشأن خلال خمسة عشر يوما من تاريخ عرض الأمر عليها. فإذا قررت المحكمة عدم دستورية نص أو أكثر من نصوص المشروع رده رئيس الجمهورية إلى مجلس الشعب لإعمال مقتضى هذا القرار. وفي جميع الأحوال يكون قرار المحكمة ملزما للكافة ولجميع سلطات الدولة، وينشر في الجريدة الرسمية خلال ثلاثة أيام من تاريخ صدوره.

### المادة 192 مكرر
قبل التعديل
لا يوجد
بعد التعديل
تستبدل كلمة «الانتخاب» بكلمة «الاستفتاء» أينما وردت في الدستور فيما يتعلق باختيار رئيس الجمهورية.

## تداعيات التعديلات
الشروط التعجيزية التي تضمنتها المادة (76) في صيغتها النهائية التي وافق عليها مجلس الشعب دفعت العديد من الأحزاب السياسية وبعض الحركات السياسية المعارضة إلى مقاطعة الاستفتاء الشعبي والدعوة إلى ذلك، وأيضاً مقاطعة الانتخابات الرئاسية التي جرت في سبتمبر 2005 تطبيقاً للتعديل المذكور، وتنافس فيها تسعة من مرشحى الأحزاب السياسية مع مبارك الذي حصل على 88.5% من نسبة الأصوات.